# ジョー・イングルス
ジョセフ・ハワース・イングルス（Joseph Howarth Ingles, 1987年10月2日 - ）は、オーストラリアのプロバスケットボール選手。NBAのミネソタ・ティンバーウルブズに所属している。ポジションはスモールフォワードまたはシューティングガード。

## 経歴

### 生い立ち
南オーストラリア州の高校、大学に通いながらオーストラリア国立スポーツ研究所で修行を積み、国内リーグのサウス・ドラゴンズでプロデビュー。2009年からヨーロッパに渡りスペイン、イスラエルなどでプレーし、マッカビ・テルアビブBCに所属した2013-14シーズンは、ユーロリーグ優勝を経験した。その後2014年10月にロサンゼルス・クリッパーズのトレーニングキャンプに招待され、練習生契約を結ぶも、10月25日に解雇されたが、2日後にユタ・ジャズと契約し、晴れてNBAプレーヤーになった。

### ユタ・ジャズ
1年目は開幕からは得意の3ポイントシュートが影を潜めていたが、終盤となった2015年3月23日のミネソタ・ティンバーウルブズ戦でキャリアハイとなる18得点を記録し、7月20日にジャズとの複数年契約に合意した。
2016年12月8日のゴールデンステート・ウォリアーズ戦でキャリアハイの21得点を記録。プレイオフ1回戦のロサンゼルス・クリッパーズ戦・第4試合で11アシストをマークし、勝利に貢献した。2016-17シーズンは、チームで唯一の全82試合に出場し、3ポイントシュートはリーグ3位の44.1%を記録した。2017年7月1日にジャズとの4年総額5200万ドルの延長契約を締結すると報道され、同月25日に正式に再契約に合意した。
2019年10月21日にジャズとの1年総額1400万ドルで2021-22シーズンまでの延長契約に合意した。
2020-21シーズンの2021年1月8日にアキレス腱損傷のため試合に出場できず、418試合で連続出場記録が途絶えた。同年1月29日、キャリア通算846本目となるスリーポイントショットを成功させ、ジョン・ストックトンが保持していたジャズのフランチャイズ記録を抜いて通算3ポイント成功数で歴代1位となった。4月17日のロサンゼルス・レイカーズ戦では、20得点とキャリアハイの14アシストを記録した。シーズン終了後には、チームメイトであるジョーダン・クラークソンとともにNBAシックスマン賞のファイナリストにもノミネートされた（受賞したのはクラークソン）。
2021-22シーズン、2022年1月31日のミネソタ・ティンバーウルブズ戦で左膝の前十字靭帯を断裂し、シーズン終了となった。

### ミルウォーキー・バックス
2022年2月9日に3チーム間トレードでポートランド・トレイルブレイザーズへ放出された。ブレイザーズでは前述の怪我の影響のため、試合に出場することはなかった。
その後、2022年7月6日にミルウォーキー・バックスとの1年契約に合意した。

### オーランド・マジック
2023年7月7日にオーランド・マジックと2年総額2200万ドルの契約に合意した。

### ミネソタ・ティンバーウルブズ
2024年7月3日にミネソタ・ティンバーウルブズとの1年総額330万ドルの契約に合意した。

## プレースタイル
シューティングに長けた3&Dのスウィングマン。身体能力はNBA選手としては低めだがバスケットIQが高く、視野が広いことから時にはポイントフォワードとしても起用され、状況に応じた臨機応変なプレーを行う。また、タフなロックダウンディフェンダーであり、イングルスが出場していない時間帯はジャズのネットレーティングがマイナス4.1であることから、チームメイトのルディ・ゴベアとともにジャズの重要なディフェンスの一角を担っていた。
狡猾な一面も持ち合わせており、マッチアップ相手を必要以上に煽りファウルを誘う事も多い。

## 代表歴
2008年の北京オリンピックの予選でオーストラリア代表デビューし、本大会に出場。2010年のFIBAバスケットボール世界選手権、2012年のロンドンオリンピック、2014年のFIBAバスケットボール・ワールドカップにも出場した。ロンドンオリンピックではパティ・ミルズ、デビッド・アンダーセン、アロン・ベインズらと共にプレーしている。2020年の東京オリンピックでは同国初のメダル獲得にも貢献した。

## 個人成績

### NBA

#### レギュラーシーズン
| シーズン | チーム | GP  | GS  | MPG  | FG%  | 3P%  | FT%  | RPG | APG | SPG | BPG | PPG  |
| -------- | ------ | --- | --- | ---- | ---- | ---- | ---- | --- | --- | --- | --- | ---- |
| 2014–15  | UTA    | 79  | 32  | 21.2 | .415 | .356 | .750 | 2.2 | 2.3 | .9  | .1  | 5.0  |
| 2015–16  | UTA    | 81  | 2   | 15.3 | .426 | .386 | .722 | 1.9 | 1.2 | .7  | .0  | 4.2  |
| 2016–17  | UTA    | 82* | 26  | 24.1 | .452 | .441 | .735 | 3.2 | 2.7 | 1.2 | .1  | 7.1  |
| 2017–18  | UTA    | 82* | 81  | 31.4 | .467 | .440 | .795 | 4.2 | 4.8 | 1.1 | .2  | 11.5 |
| 2018–19  | UTA    | 82* | 82* | 31.3 | .448 | .391 | .707 | 4.0 | 5.7 | 1.2 | .2  | 12.1 |
| 2019–20  | UTA    | 72  | 45  | 29.7 | .445 | .399 | .787 | 3.9 | 5.2 | .9  | .2  | 9.8  |
| 2020–21  | UTA    | 67  | 30  | 27.9 | .489 | .451 | .844 | 3.6 | 4.7 | .7  | .2  | 12.1 |
| 2021–22  | UTA    | 45  | 15  | 24.9 | .404 | .347 | .773 | 2.9 | 3.5 | .5  | .1  | 7.2  |
| 2022–23  | MIL    | 46  | 0   | 22.7 | .435 | .409 | .857 | 2.8 | 3.3 | .7  | .1  | 6.9  |
| 2023–24  | ORL    | 68  | 0   | 17.2 | .436 | .435 | .824 | 2.1 | 3.0 | .6  | .1  | 4.4  |
| 2024–25  | MIN    | 19  | 1   | 6.0  | .261 | .200 | ---  | .6  | 1.2 | .1  | .0  | .8   |
| 通算     | 通算   | 723 | 314 | 24.2 | .447 | .409 | .774 | 3.0 | 3.6 | .9  | .1  | 7.9  |

#### プレーオフ
| シーズン | チーム | GP | GS | MPG  | FG%  | 3P%  | FT%   | RPG | APG | SPG | BPG | PPG  |
| -------- | ------ | -- | -- | ---- | ---- | ---- | ----- | --- | --- | --- | --- | ---- |
| 2017     | UTA    | 11 | 11 | 30.3 | .403 | .366 | .667  | 3.7 | 3.3 | 2.0 | .5  | 6.5  |
| 2018     | UTA    | 11 | 11 | 34.7 | .471 | .455 | .647  | 4.4 | 3.4 | .5  | .2  | 14.5 |
| 2019     | UTA    | 5  | 5  | 30.1 | .324 | .276 | ---   | 4.8 | 5.0 | 2.2 | .0  | 6.4  |
| 2020     | UTA    | 7  | 7  | 33.4 | .407 | .350 | 1.000 | 3.4 | 4.7 | .6  | .1  | 9.1  |
| 2021     | UTA    | 11 | 6  | 27.8 | .494 | .414 | .769  | 3.1 | 3.5 | .6  | .0  | 10.2 |
| 2023     | MIL    | 5  | 0  | 17.8 | .522 | .500 | ---   | 1.2 | 2.0 | .6  | .2  | 6.8  |
| 2024     | ORL    | 7  | 0  | 9.6  | .333 | .286 | .500  | 1.9 | 1.7 | .4  | .0  | 1.6  |
| 通算     | 通算   | 57 | 40 | 27.4 | .441 | .397 | .723  | 3.3 | 3.4 | 1.0 | .2  | 8.5  |

### ユーロリーグ
| † | ユーロリーグチャンピオン |

| シーズン | チーム                 | GP | GS | MPG  | FG%  | 3P%  | FT%  | RPG | APG | SPG | BPG | PPG | PIR |
| -------- | ---------------------- | -- | -- | ---- | ---- | ---- | ---- | --- | --- | --- | --- | --- | --- |
| 2010–11  | FCバルセロナ           | 15 | 4  | 15.7 | .462 | .233 | .727 | 1.1 | 1.1 | .8  | .1  | 5.0 | 4.7 |
| 2011–12  | FCバルセロナ           | 21 | 2  | 13.3 | .375 | .231 | .800 | 1.7 | 1.4 | .6  | .0  | 4.3 | 4.4 |
| 2012–13  | FCバルセロナ           | 29 | 16 | 20.1 | .442 | .394 | .786 | 2.1 | 1.1 | .4  | .1  | 6.0 | 5.4 |
| 2013–14† | マッカビ・テルアビブBC | 30 | 13 | 22.9 | .476 | .417 | .697 | 3.0 | 2.9 | .8  | .1  | 6.4 | 9.3 |
| 通算     | 通算                   | 95 | 35 | 18.5 | .443 | .349 | .755 | 2.2 | 1.7 | .6  | .1  | 5.6 | 6.3 |